# Sellador
Sellador — промо-сингл збірки Schattenspiel швейцарського гурту Lacrimosa, який вийшов з нагоди двадцятиріччя існування. Головний трек написали спеціального для цього збірника.
| #  | Назва                                             | Автор      | Тривалість |
| -- | ------------------------------------------------- | ---------- | ---------- |
| 1. | «Sellador» (Club Mix)                             | Тіло Вольф | 4:38       |
| 2. | «Sellador» (Album Version)                        | Тіло Вольф | 5:26       |
| 3. | «Schuld Und Sühne»                                | Тіло Вольф | 4:21       |
| 4. | «Ein Hauch Von Menschlichkeit» (Late Night Remix) | Тіло Вольф | 3:56       |